# Гордиенко, Иван Власович
Ива́н Вла́сович Гордие́нко (род. 3 января 1936) — советский и российский геолог, член-корреспондент Российской академии наук (1997), советник РАН (с мая 2007 года).

## Биография
Родился 3 января 1936 года в селе Жигайловка Великомихайловского района Курской (сейчас Белгородской) области.
В 1959 году окончил геологический факультет Иркутского государственного университета.
С 1959 по 1967 год работал в Восточно-Сибирском геологическом институте СО АН СССР (сейчас Институт земной коры СО РАН), где прошёл путь от лаборанта до младшего научного сотрудника лаборатории металлогении и рудных формаций.
В 1966 году защитил кандидатскую диссертацию по теме «Особенности послекембрийского магматизма в Окинском хребте Восточного Саяна» (научный руководитель — член-корреспондент АН СССР Н. А. Флоренсов).
С 1967 по 1984 год — научный сотрудник Бурятского института естественных наук.
В 1986 году защитил докторскую диссертацию по теме «Палеозойский магматизм складчатого обрамления юга Сибирской платформы и геодинамические условия его формирования».
С 1986 года работает в Геологическом институте Бурятского филиала СО АН СССР; организатор и заведующий лабораторией палеовулканологии, затем — палеовулканологии и тектоники (1988—1999), заведующий лабораторией геодинамики (с 1999).
С 1992 года ведёт преподавательскую деятельность в должности профессора кафедры геологии в Бурятском государственном университете, читает курс лекций по исторической геологии на основе новой глобальной тектоники, или тектоники литосферных плит.
В 1997 году избран членом-корреспондентом РАН.
В 2007 году был назначен советником РАН.

## Научная деятельность
Один из основателей нового научного направления — магматической геодинамики.
Выполнил ряд фундаментальных исследований по всестороннему изучению магматизма различных геодинамических обстановок Центрально-Азиатского и Монголо-Охотского складчатых поясов, открыл на территории Бурятии ряд редкометалльных и редкоземельных проявлений, связанных со щелочными гранитами и сиенитами в Окинском районе (Восточный Саян), составил прогнозно-металлогеническую карту Юго-Западного Прибайкалья на бериллий, а также прогнозную карту на апатитовое оруденение территории Бурятии, открыл Монголо-Забайкальскую цеолитоносную провинцию с практически неисчерпаемыми запасами цеолитового сырья.
Автор и соавтор более 250 научных работ, в том числе десяти монографий, девяти карт.

## Общественная деятельность
- председатель Президиума Бурятского научного центра СО РАН (1996—2007);
- член Президиума СО РАН (с 1996 года);
- член Научного совета РАН по проблемам геологии докембрия;
- член Межведомственного тектонического комитета РАН;
- член Научного совета СО РАН по тектонике Сибири;
- заместитель председателя Научного совета СО РАН по проблемам озера Байкал;
- заместитель председателя Научно-технического совета при Правительстве Республики Бурятия;
- член редколлегии журнала «Геология и геофизика» СО РАН.

## Основные труды
- Девонская вулкано-плутоническая формация Восточного Саяна. Улан-Удэ, 1969. 114 с.;
- Магматические формации палеозоя Саяно-Байкальской горной области. М., 1978. 220 с. (в соавт.);
- Палеозойский магматизм и геодинамика Центрально-Азиатского складчатого пояса. М., 1987. 238 с.;
- Индикаторные магматические формации Центрально-Азиатского складчатого пояса и их роль в геодинамических реконструкциях Палеоазиатского океана // Геология и геофизика. 2003. Т.44, № 12. с. 1294—1304.

## Награды
- Медаль ордена «За заслуги перед Отечеством» II степени (1999) — за большой вклад в развитие отечественной науки, подготовку высококвалифицированных кадров и в связи с 275-летием Российской академии наук[5]
- Орден За заслуги перед Отечеством IV степени (2007) — за большой вклад в становление и развитие академической науки в Сибири[6]
- Медаль «Ветеран труда» (1988)
- Заслуженный деятель науки Российской Федерации (1995)
- Заслуженный деятель науки Бурятской АССР (1979)
- Почётный гражданин Республики Бурятия (2004)
- Заслуженный ветеран СО РАН (1980)
- Золотая медаль Президиума Монгольской академии наук (2006)
- Государственная премия Республики Бурятия в области науки и техники (2009)
- Благодарность Президента Российской Федерации (2024) — за заслуги в развитии отечественной науки, многолетнюю плодотворную деятельность и в связи с 300-летием со дня основания Российской академии наук[7]